# 万里の長城解体報道

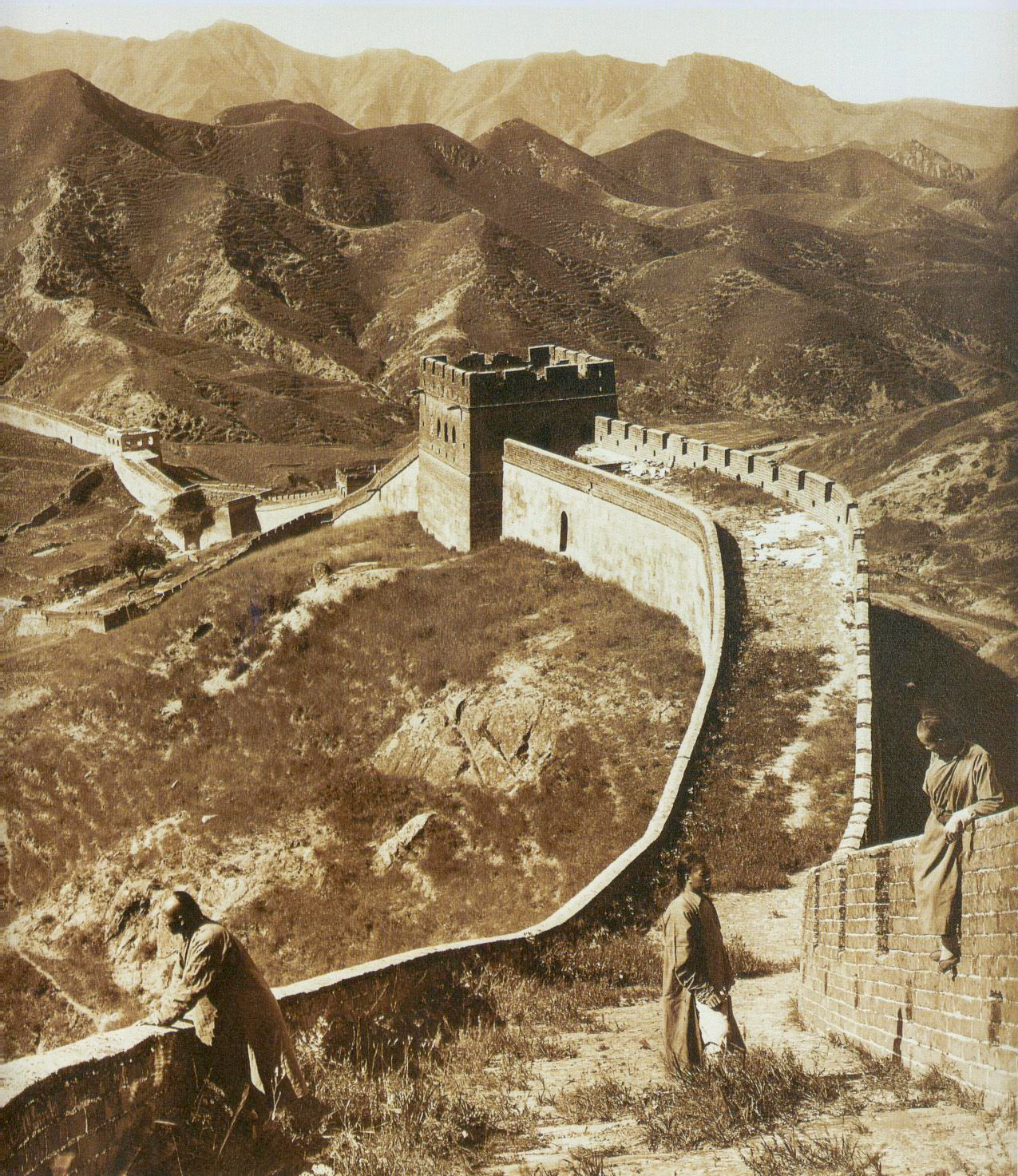
清代後期の万里の長城（1907年）

万里の長城解体報道（ばんりのちょうじょうかいたいほうどう）は、1899年にアメリカ合衆国で流れた中国関連報道の1つである。1899年6月、「中国政府が万里の長城を解体し、道路に転用することを検討している」とデンバーの地方紙が報じた。実際にはそのような事実はなかったが、記事の内容は転載されて全世界に拡散した。1939年にこの報道が義和団の乱の原因となったとする記事が雑誌に掲載された。報道と乱との関連は立証されていないが、しばしば史実として取り上げられている。

## 記事
1899年6月25日、デンバーの地方紙、『デンバー・サンデー・ポスト』(Denver Sunday Post)に「中国政府が万里の長城の解体を検討している」という記事が掲載された。記事は現地に向かう途中にデンバーに立ち寄った、フランク・C・ルイス(Frank C. Lewis)という技術者に取材して得た情報として、以下のように述べていた。ルイスによれば、中国政府は万里の長城を解体し、資材を転用して道路を建設することを検討しており、5月に外交ルートを通じて打診があったという。これに対しニューヨークの投資家のほか、イギリス、フランス、ドイツの投資家が意欲を示した。ルイスはシカゴの投資家団を代表して現地に赴く途中で、25日早朝に鉄道でサンフランシスコへ出発し、海路で北京へ向かう予定としていた。『デンバー・サンデー・タイムズ(Denver Sunday Times)』紙も同様の記事を掲載し、ルイスは4年の中国在住歴を持ち、その際に中国政府の構想を知ったのだと述べた。また『デンバー・リパブリカン(Denver Republican)』紙によれば、構想はイギリス人の助言によるもので、跡地に建設される道路はやがては南京からシベリアに向かう道路の一部となる予定とされていた。
この記事は捏造であり、実際には長城を解体する構想など存在しなかったが、記事の内容は各紙に転載され、拡散していった。ルイスの派遣元と名指しされたシカゴでは、地元紙の『シカゴ・トリビューン』(Chicago Tribune)がデンバー発の情報を翌日付で掲載し、ルイスを派遣したとみられる投資家とルイスの家族の談話を載せた。投資家は長城解体構想を一笑に付したが、ルイスの家族は構想自体は聞いたことがあると認めた。西海岸のロサンゼルスでも『ロサンゼルス・タイムズ』が報じ、また東海岸のニューヨークでもニューヨーク・タイムズがニューヨークの投資家の関与を27日付で伝えた。
拡散は6月以降も続き、「解体は西太后の発案」といった詳細が付け加えられていった。報道はアメリカ国内にとどまらず、イギリスやオーストラリア、日本など広く報道された。捏造記事が全世界に拡散する形となったものの、当時根拠の薄い記事が新聞に掲載されることは珍しくなく、これだけであればよくある誤報事件の1つに過ぎなかった。発信源となったデンバーでは1913年に『デンバー・リパブリカン』が『デンバー・タイムズ』に統合され、その『デンバー・タイムズ』も『ロッキー・マウンテン・ニュース(Rocky Mountain News)』の夕刊紙となった後刊行が取りやめられて、捏造記事は過去の事件となりつつあった。

## 再拡散

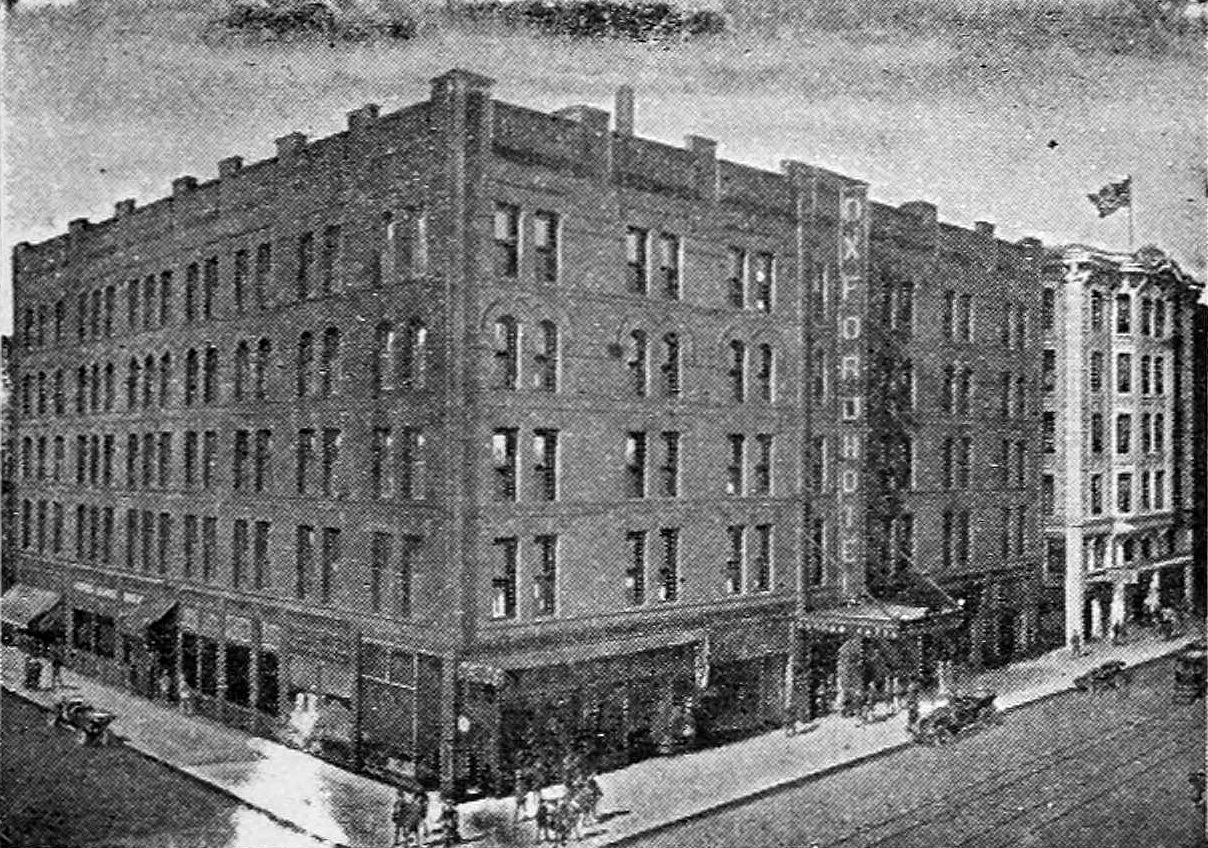
オックスフォード・ホテル（1921年）

しかし1939年、デンバーの音楽家ハリー・リー・ウィルバー(Harry Lee Wilber)が、この捏造記事が作られた経緯と「記事が義和団の乱の原因となった」という後日談を雑誌に発表したことから、捏造記事の存在は改めて知られることになった。ウィルバーによれば、記事発表前日の1899年6月24日夜、記事不足に困った『リパブリカン』『デンバー・タイムズ』『デンバー・ポスト』『ロッキー・マウンテン・ニュース(Rocky Mountain News)』4紙の記者が共謀し、記事を捏造したのが発端だったという。4人はオックスフォード・ホテルでビールを飲みながら捏造を謀議し、疑われにくい外国の事件で、しかも関心を呼ぶものを、ということで、万里の長城を解体することにした。解体の情報はウォール街の会社から派遣され、中国に向かう途中でデンバーに立ち寄った技術者一行から取材した、という設定にした。捏造が露見しにくいよう、4人はウィンザーホテルに向かい、宿帳にサインをして一行が宿泊していたかのように見せかけるとともに、ホテルの係には聞かれたら一行が新聞社と話をしていた、と証言するよう話をつけた。各自が捏造した記事は翌日の新聞に掲載された。2週間後には東海岸の大新聞の日曜版が解体の件を絵入りで報じ、「ニューヨークを訪問した中国の役人が報道を認めた」と情報が付け加えられていた。その後、解体報道は史実のように全世界に拡散していった、とされる。
ウィルバーは記事発表の数年後の話として、次のような後日談を付け加えた。ヘンリー・W・ウォーレン(Henry W. Warren)という名のメソジスト監督教会の伝道者が中国から帰国し、デンバーで説教を行うことになり、捏造を行った記者の1人が取材を行うことになった。ウォーレンは捏造記事が中国に伝わり、論評付きで報道されたことから、アメリカ人が長城を破壊し、国土が憎むべき外国人に開放されることに憤った義和団が騒乱を引き起こした、と語ったというのである。
ウィルバーはこうした経緯をどのようにして知ったのかを明らかにしておらず、捏造記事と義和団の乱との関連は立証されてはいないが、ウィルバーの記事の内容は転載や引用により、拡散していった。1956年には同様の事件を集めた書籍に収録された。1958年に刊行された書籍ではウィルバーの記事と同様の経緯が紹介されたが、「問題の記事はデンバー全紙が一面に掲載した」「一連の経緯は4人の記者のうち最後に生き残った1人が明らかにした」といったウィルバーの記事にはなかった情報が付け加えられた。また1970年にデンバーで刊行された雑誌では、ヘンリー・W・ウォーレンという名の人物が実際に該当の時期に伝道活動を行っていたことが確認された。こうした付加に裏付けを得る形で記事は拡散を続け、嘘話を収集した書籍ではウィルバーの記述を丸呑みする形で紹介するものもある。

## 評価
捏造記事と義和団の乱に関連があるというウィルバーの主張は、専門的な歴史書では全く取り上げられていないのが実情である。騒乱当時、中国の主要紙で長城解体を報じたものはなく、ヘンリー・W・ウォーレンという伝道者は実在したが、1899年には南アメリカにおり、義和団の乱を目撃したはずはない、という指摘もある。こうした経緯から、捏造記事に別の捏造が加わって再拡散した典型例として挙げられている。
一方、ウィルバーの記載も部分的には真実ではないかという指摘もある。例えば、ヘンリー・W・ウォーレンが捏造記事と義和団の乱を関連付ける発言をしたのは事実ではないかとされる。義和団の乱の発生当時、中国で布教活動を行った外国人宣教師は現地の習慣を無視した傲岸な態度を取り、こうした宣教師への反感が義和団の乱につながった。同じ伝道師であるウォーレンには、義和団の乱でキリスト教会が果たした役割を矮小化したい、という動機があることから、ウォーレンが捏造記事に責任を転嫁する発言をした可能性はあるというのである。
また4人が記事を捏造する部分までは、事実として取り上げる文献も多い。しかし、この部分にも現実と食い違う点が多い。ウィルバーによれば記事を一面に掲載したはずの『ロッキー・マウンテン・ニュース』は、実際には1899年6月25日付一面はもちろん、この週のどの面でも長城解体構想を報じていない。またウィルバーには「長城解体に向かう途中でデンバーに立ち寄った技術者から取材した」という記事が真実味を持つよう、4人の記者がウィンザーホテルに行って宿帳に署名する、というくだりがあるが、実際の記事に登場する技術者はフランク・C・ルイスただ1人であり、滞在先はオックスフォードホテルである。さらにルイスはシカゴの投資家に派遣されたのであって、ウォール街の会社ではない。こうした齟齬の多さから、ウィルバーが記者の生き残りに実際に話を聞いた可能性はあるものの、捏造の経緯がこの通りであったかどうかは疑問がある。

## 派生作品
2012年4月には、捏造事件を取り上げた演劇『The Great Wall Story』の公演がデンバーの劇場で行われた。劇はトイレで読む雑学本のシリーズ『Uncle John's Bathroom Reader』に掲載された「万里の長城を解体する構想を報じたアメリカの捏造記事が義和団の乱を引き起こした」という逸話を原作としている。捏造記事を掲載した新聞の1紙である『デンバー・ポスト』は、この公演について「実話に基づいている」と紹介するとともに、元の捏造記事を全文掲載した。しかし記事が捏造であることに注意を促すのみで、捏造の経緯がウィルバーの記載の通りであったかは特に言及していない。また『ロッキー・マウンテン・ニュース』は2009年に廃刊となっており、この件を報じる立場にはなかった。